# Râul Scărița, Lăpușel
Râul Scărița este unul din cele două brațe care formează râul Lăpușel. 